# (31336) Chenyuhsin
(31336) Chenyuhsin est un astéroïde de la ceinture principale.

## Description
(31336) Chenyuhsin est un astéroïde de la ceinture principale. Il fut découvert le 19 avril 1998 à Socorro (Nouveau-Mexique) par le projet LINEAR. Il présente une orbite caractérisée par un demi-grand axe de 3,08 UA, une excentricité de 0,09 et une inclinaison de 9,1° par rapport à l'écliptique.

## Compléments